# Thora Daugaard

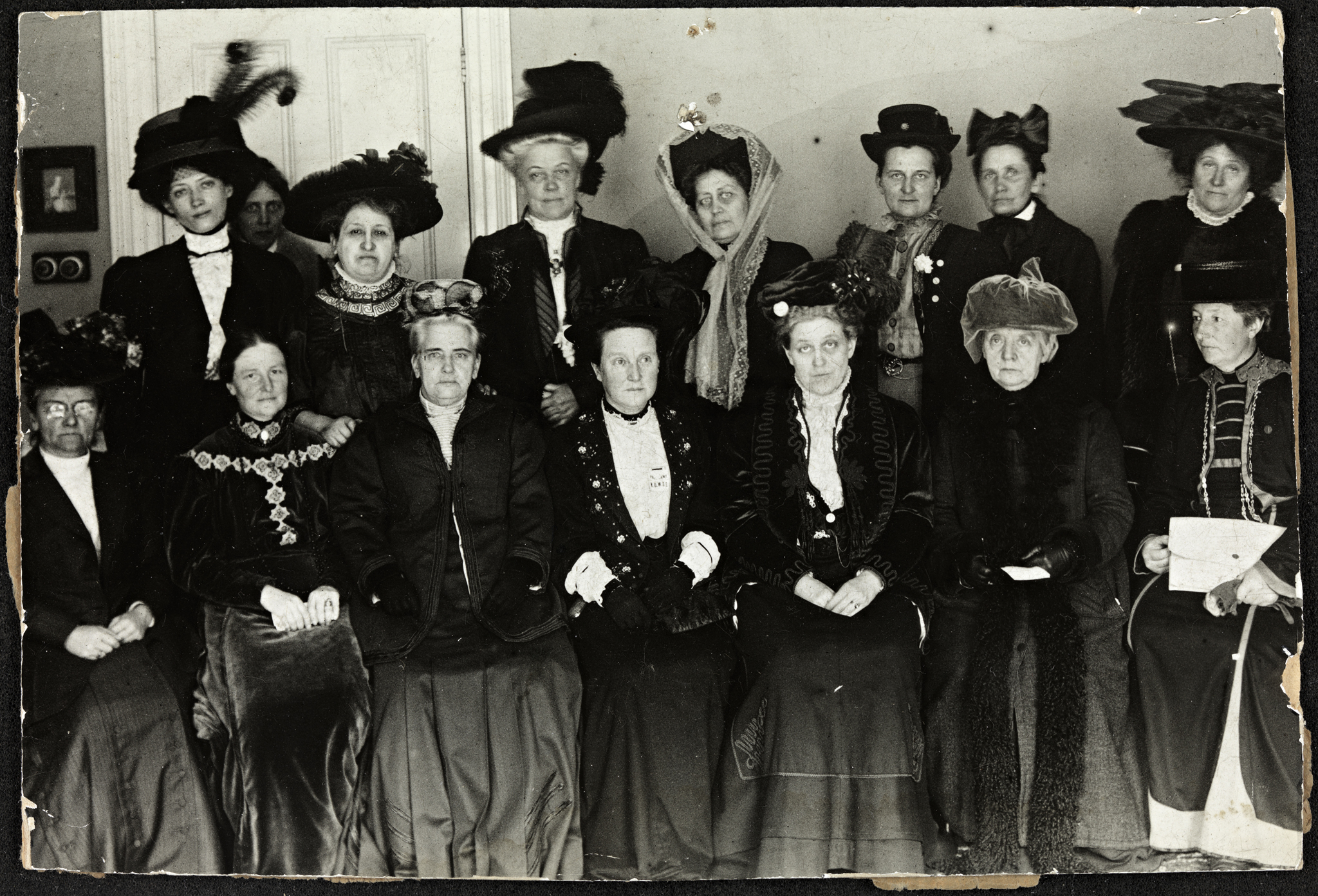
Congrès de l'Alliance pour le suffrage des femmes en 1909 à Londres. En haut, de gauche à droite : Thora Daugaard (Danemark), Louise Qvam (Norvège), Aletta Jacobs (Pays-Bas), Annie Furuhjelm (Finlande), Madame Mirowitch (Russie), Käthe Schirmacher (Allemagne), Madame Honneger (Suisse) et une femme non identifiée. En bas, de gauche à droite : femme non identifiée, Anna Bugge (Suède), Anna Howard Shaw (États-Unis), Millicent Fawcett (présidente, Royaume-Uni), Carrie Chapman Catt (États-Unis), F. M. Qvam (Norvège) et Anita Augspurg (Allemagne).

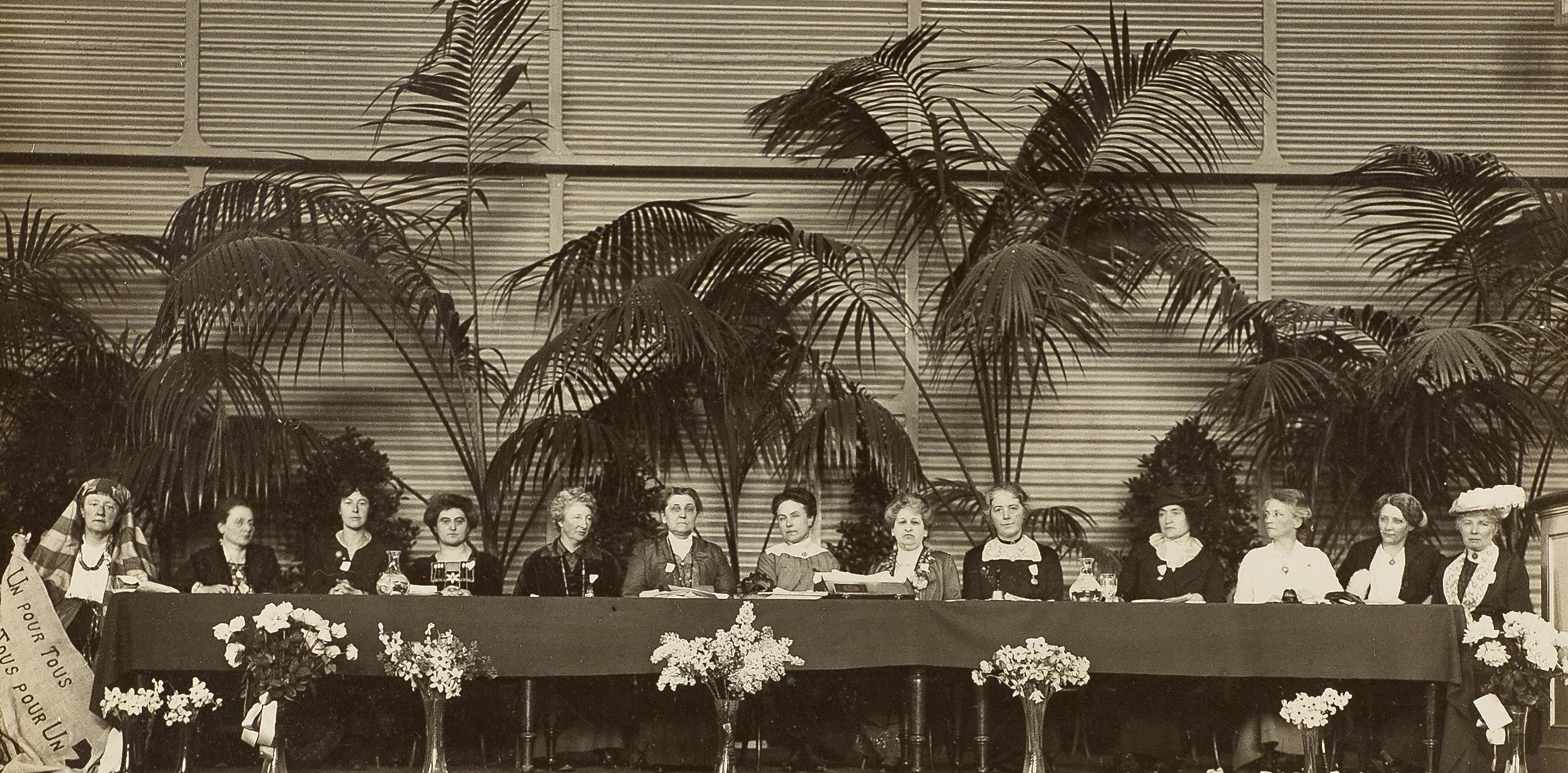
Tribune du congrès international de 1915. De gauche à droite : Lucy Thoumaian (Arménie), Leopoldine Kulka (Autriche), Laura Hughes (Canada), Rosika Schwimmer (Hongrie), Anita Augspurg (Allemagne), Jane Addams (États-Unis), Eugénie Hamer, Aletta Jacobs (Pays-Bas), Chrystal Macmillan (Royaume-Uni), Rosa Genoni (Italie), Anna Kleman (Suède), Thora Daugaard (Danemark) et Louise Keilhau (Norvège).

Thora Daugaard, née le 22 octobre 1874 à Store Arden, près de Hobro (Danemark) et morte le 28 juin 1951 à Holstebro (Danemark), est une féministe, pacifiste et journaliste danoise.
En 1915, elle participe au congrès international des femmes de La Haye, un rassemblement de la minorité pacifiste du mouvement féministe international, qui n'avait pas accepté le ralliement de la plupart des organisations féministes de l'époque à l'effort de guerre dans leur patrie d'origine. Thora Daugaard fonde ensuite la Danske Kvinders Fredskæde (en) (DKF), qui devient la section danoise de la Ligue internationale des femmes pour la paix et la liberté, l'association internationale féministe et pacifiste issue du congrès de 1915. Durant la Seconde Guerre mondiale, elle s'investit pour aider les Juifs, alors que le Troisième Reich occupe le Danemark,.

## Biographie
Theodora Frederikke Marie Daugaard est la fille de l'hôtelier Peder Johannes Jensen (1841–1903) et de Petrine Daugaard (1848-1925). Après avoir reçu une formation de traductrice en 1903, elle est employée par la Société des femmes danoises comme secrétaire éditoriale de leur journal Kvinden og Samfundet ; elle est aussi responsable des finances de l'association. En collaboration avec Esther Carstensen (en), Gyrithe Lemche et Astrid Stampe Feddersen, elle rejoint le comité électoral de la Société. Elle est également sa secrétaire internationale jusqu'en 1915, année où les Danoises obtiennent le droit de vote.
Par la suite, elle se consacre principalement au pacifisme. En avril-mai 1915, accompagnée de sa compatriote Clara Tybjerg, elle participe ainsi au congrès international des femmes de La Haye, qui rassemble un millier de femmes issues de nombreux pays pour s'opposer à la Première Guerre mondiale. Thora Daugaard y déclare : « Nous ne voulons plus la guerre. Nous ne voulons plus qu'on dise que nous, les femmes, sommes protégées par la guerre. Non, nous sommes violées par la guerre !  ». De ce congrès est issu le Comité international des femmes pour la paix permanente qui devient en 1919 la Ligue internationale des femmes pour la paix et la liberté (LIFPL), une association internationale de femmes pacifistes. L'année suivante, Thora Daugaard crée la Danske Kvinders Fredskæde (en) (DKF), une association danoise de femmes pacifistes, qui devient la section danoise de la LIFPL. De 1920 à 1941, elle en est la présidente, portant le nombre d'adhérentes à 15 000.
En 1918, sur la base de ses expériences à l'étranger, elle initie à Copenhague la construction d'un foyer pour femmes célibataires et indépendantes ; il compte près de 150 appartements, un restaurant et une laverie. Quand il est achevé en 1920, elle y emménage. L'année suivante, elle est engagée comme rédactrice en chef d'un nouvel hebdomadaire, Tidens Kvinder, qui, jusqu'en 1923, est publié par le Conseil des femmes du Danemark (en) (Kvinderådet, association affiliée au Conseil international des femmes, une autre association internationale de femmes). Thora Daugaard est également à la tête du magazine publié par la Kvindernes Internationale Liga pour Fred og Frihed, le nouveau nom de la section danoise de la LIFPL. De 1930 à 1932, elle est responsable de Vore Damer, qui s'inspire de Tidens Kvinder.
Invitée par Jane Addams, travailleuse sociale américaine et présidente internationale de la LIFPL, elle réalise une tournée de conférences aux États-Unis de 1927 à 1929. En 1934, elle représente la LIFPL à la Société des Nations. De 1938 à 1946, elle est la trésorière internationale de l'association.
De 1938 à 1939, avec Mélanie Oppenhejm et Kirsten Gloerfelt-Tarp, elle s'implique dans le sauvetage d'enfants juifs victime du nazisme, réussissant à en envoyer 320 au Danemark. Pendant l'occupation allemande du Danemark, la plupart d'entre eux sont envoyés en Suède. Ses actions l'obligent à se réfugier elle-même en Suède en 1943.
Elle meurt le 28 juin 1951 à Holstebro et est enterrée à l'abbaye de Mariager (en),.